# 那須烏山市
那須烏山市（なすからすやまし）は、栃木県の東部に位置する市。
中世より烏山城の城下町として栄えた。那珂川県立自然公園に位置し、那珂川や荒川の清流に龍門の滝、国の重要無形民俗文化財に指定されている「山あげ祭」や温泉など歴史文化・観光資源が豊富な地域である。

## 地理

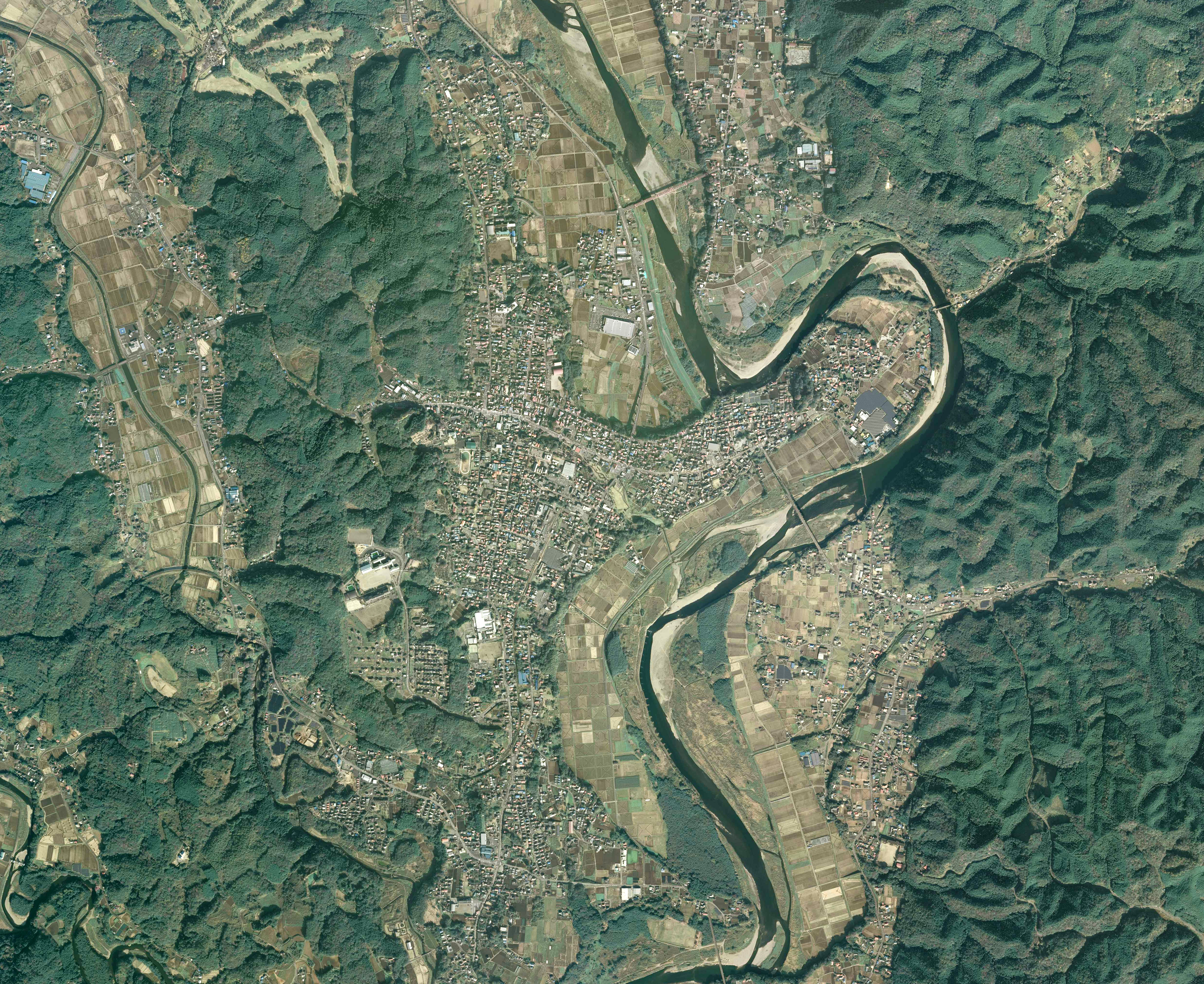
那須烏山市中心部（旧烏山町）周辺の空中写真。2016年11月6日撮影の6枚を合成作成。。

那須烏山市は、栃木県の中東部、八溝山地の西麓、塩那丘陵の南端、那珂川の中流域に位置する。市域には那珂川支流の荒川、江川が流れ、市内向田で那珂川に合流する。旧烏山町市街地は那珂川が成す右岸河岸段丘にある。
県庁所在地である宇都宮市より北東へ30-35kmほど、JR烏山線の列車で約50 - 60分の位置にあり、宇都宮都市圏に属する。宇都宮市への通勤率は13.7%（平成22年国勢調査）。
- 山：八溝山地、塩那丘陵
- 河川：那珂川、荒川、江川（以上、那珂川水系）、小貝川（以上、利根川水系）
- 湖沼：

### 地名の由来
- 応永年間、沢村五郎資重が、稲積城（那珂川の東側にあった）から城を移築する際、当初、那珂川の東側の山へ築城しようと用意をしていた。そのとき一羽の烏が飛来し、金の幣束（へいそく）を咥え、那珂川の西側の一番高い山の頂上にその幣束を落としたことから、それを見た資重は「烏は熊野権現の使いというから権現様のお告げではないか」と、那珂川の西側の山に城を築いた。それ以来、その城を烏山城ということになった。この話は昔から伝わる伝説で、そこから「烏山」という名がでてきたといわれている（烏山に伝わる民話「烏山の民話」からの要約）。
- 那須記では烏山城に因む地名とされている。もともと、この土地は8世紀末から『坂主』その後『酒主』と書かれてきた。一方で那珂川沿岸の丘陵には群鳥が棲む草叢があり『烏山』と呼ばれていた。そこへ築城した沢村（那須）資重が烏山城と名付け、地名も烏山としたと云われている。読み（音）からの推察では「川原（カワラ）」「洲（ス）」「山（ヤマ）」の転訛説がある[1]。

### 隣接する自治体
- 栃木県
  - さくら市
  - 芳賀郡茂木町
  - 芳賀郡市貝町
  - 塩谷郡高根沢町
  - 那須郡那珂川町
- 茨城県
  - 常陸大宮市

### 気候

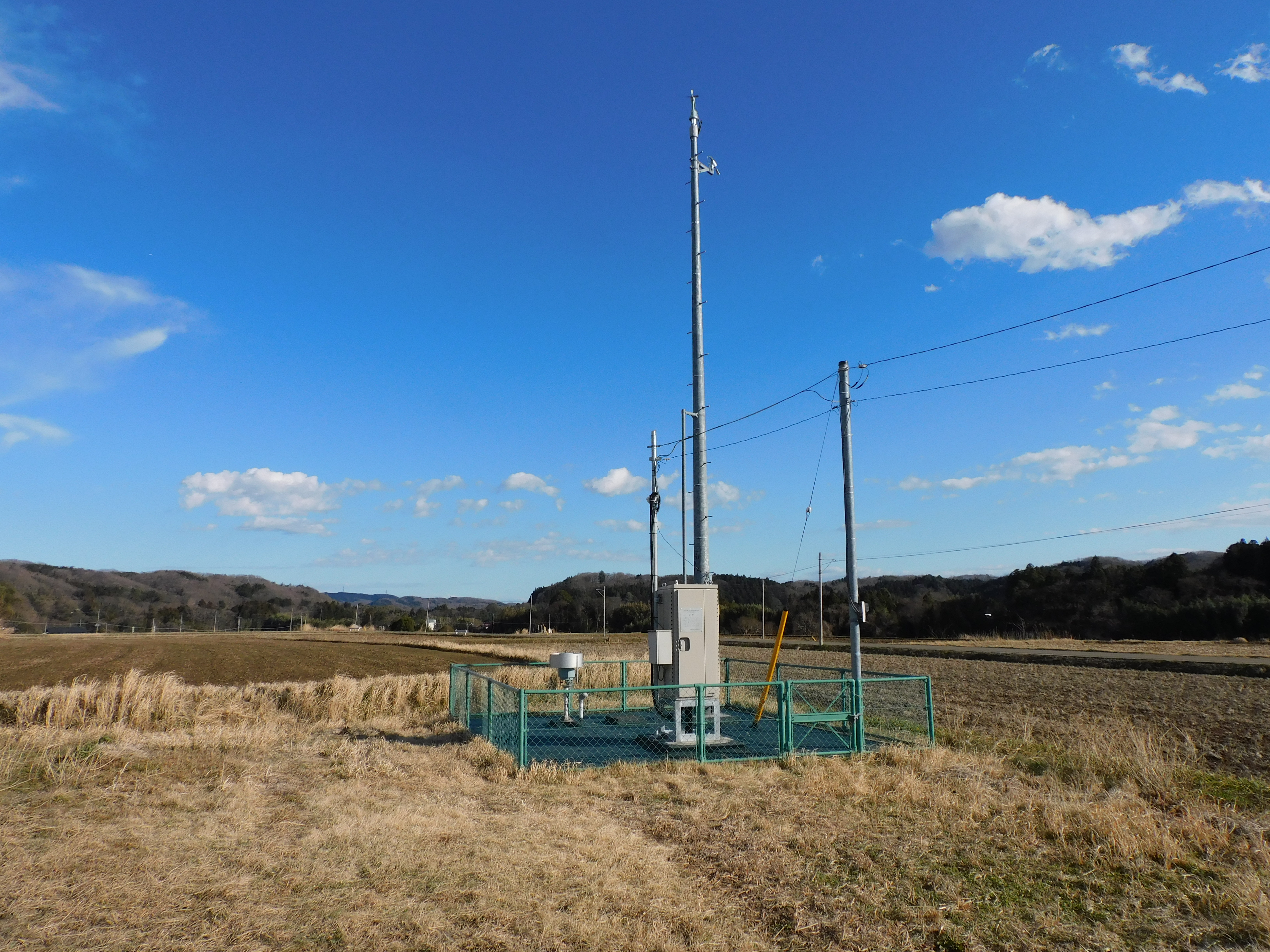
アメダス那須烏山観測所

那須烏山市の気候は典型的な太平洋側気候である。海から離れた内陸部に位置するため日較差、年較差が比較的大きく、内陸性気候の特徴が見られる。
冬季はからっ風が吹き降水量が少なく乾燥し、12 - 2月の降水量は年間降水量（平年値1,300mm程度）の1割にも満たない。日内の最低気温は氷点下に達し、特に天気が良い日の朝は放射冷却の影響を強く受け-5度以下になることもあるが、昼間は最高気温が10度前後に達し寒い日でも5度程度まで上がる。
春季から夏季、秋季にかけては降水量が多く湿潤し、特に夏季から秋季にかけて（5 - 10月）の降水量は年間降水量（平年値1,300mm程度）の7 - 8割に達する。
ケッペンの気候区分は、気象庁烏山観測所（2009年2月23日まで観測、市内愛宕台字道陸神）の過去22年間の気象観測平年値を基にすると温暖湿潤気候（最寒月の平均気温が-3.0℃以上18℃以下、最暖月の平均気温が22℃以上、基準詳細は温暖湿潤気候#条件を参照）に区分される。
那須の名を冠するが、天気予報の予報区分は「栃木県南部」、警報注意報は真岡・芳賀地域と同じ「南東部」に分類される。
|                   | 1月  | 2月  | 3月  | 4月   | 5月   | 6月   | 7月   | 8月   | 9月   | 10月  | 11月 | 12月 | 年     |
| ----------------- | ---- | ---- | ---- | ----- | ----- | ----- | ----- | ----- | ----- | ----- | ---- | ---- | ------ |
| 平均気温（℃）     | 1.7  | 2.3  | 5.6  | 11.3  | 15.8  | 19.2  | 22.6  | 24.3  | 20.5  | 14.7  | 8.9  | 4.0  | 12.6   |
| 平均最高気温（℃） | 7.9  | 8.4  | 11.5 | 17.4  | 21.4  | 23.6  | 26.9  | 28.9  | 24.9  | 19.9  | 14.9 | 10.5 | 18.0   |
| 平均最低気温（℃） | -3.4 | -2.8 | 0.4  | 5.5   | 10.7  | 15.5  | 19.3  | 20.8  | 17.0  | 10.3  | 3.8  | 1.3  | 8.0    |
| 降水量（mm）      | 29.1 | 47.9 | 92.9 | 104.1 | 138.5 | 150.1 | 158.7 | 169.4 | 215.0 | 120.9 | 68.7 | 25.4 | 1320.8 |

以下に示すのは現在の市内測候所である気象庁那須烏山観測所（2009年2月24日から観測開始、市内森田字小塙前）の2009年〜2020年の各月平均値データである。
| 那須烏山（2009年 - 2020年）の気候 | 那須烏山（2009年 - 2020年）の気候 | 那須烏山（2009年 - 2020年）の気候 | 那須烏山（2009年 - 2020年）の気候 | 那須烏山（2009年 - 2020年）の気候 | 那須烏山（2009年 - 2020年）の気候 | 那須烏山（2009年 - 2020年）の気候 | 那須烏山（2009年 - 2020年）の気候 | 那須烏山（2009年 - 2020年）の気候 | 那須烏山（2009年 - 2020年）の気候 | 那須烏山（2009年 - 2020年）の気候 | 那須烏山（2009年 - 2020年）の気候 | 那須烏山（2009年 - 2020年）の気候 | 那須烏山（2009年 - 2020年）の気候 |
| 月                                | 1月                               | 2月                               | 3月                               | 4月                               | 5月                               | 6月                               | 7月                               | 8月                               | 9月                               | 10月                              | 11月                              | 12月                              | 年                                |
| --------------------------------- | --------------------------------- | --------------------------------- | --------------------------------- | --------------------------------- | --------------------------------- | --------------------------------- | --------------------------------- | --------------------------------- | --------------------------------- | --------------------------------- | --------------------------------- | --------------------------------- | --------------------------------- |
| 最高気温記録 °C （°F）            | 17.2 (63)                         | 21.7 (71.1)                       | 25.5 (77.9)                       | 30.3 (86.5)                       | 33.1 (91.6)                       | 36.3 (97.3)                       | 37.3 (99.1)                       | 37.6 (99.7)                       | 35.2 (95.4)                       | 32.3 (90.1)                       | 24.8 (76.6)                       | 20.3 (68.5)                       | 37.6 (99.7)                       |
| 平均最高気温 °C （°F）            | 8.6 (47.5)                        | 9.4 (48.9)                        | 13.2 (55.8)                       | 18.2 (64.8)                       | 23.7 (74.7)                       | 25.8 (78.4)                       | 29.4 (84.9)                       | 30.9 (87.6)                       | 27.2 (81)                         | 21.5 (70.7)                       | 16.0 (60.8)                       | 10.7 (51.3)                       | 19.6 (67.3)                       |
| 日平均気温 °C （°F）              | 0.9 (33.6)                        | 2.5 (36.5)                        | 6.4 (43.5)                        | 11.3 (52.3)                       | 17.2 (63)                         | 20.6 (69.1)                       | 24.4 (75.9)                       | 25.4 (77.7)                       | 21.5 (70.7)                       | 15.6 (60.1)                       | 9.1 (48.4)                        | 3.4 (38.1)                        | 13.2 (55.8)                       |
| 平均最低気温 °C （°F）            | −5.4 (22.3)                       | −3.7 (25.3)                       | −0.1 (31.8)                       | 4.7 (40.5)                        | 11.3 (52.3)                       | 16.4 (61.5)                       | 20.8 (69.4)                       | 21.5 (70.7)                       | 17.5 (63.5)                       | 10.9 (51.6)                       | 3.4 (38.1)                        | −2.4 (27.7)                       | 7.9 (46.2)                        |
| 最低気温記録 °C （°F）            | −12.3 (9.9)                       | −11.0 (12.2)                      | −7.6 (18.3)                       | −5.7 (21.7)                       | 0.6 (33.1)                        | 7.0 (44.6)                        | 12.8 (55)                         | 11.7 (53.1)                       | 7.6 (45.7)                        | 0.7 (33.3)                        | −4.0 (24.8)                       | −9.0 (15.8)                       | −12.3 (9.9)                       |
| 降水量 mm （inch）                | 32.7 (1.287)                      | 47.3 (1.862)                      | 91.3 (3.594)                      | 138.5 (5.453)                     | 128.0 (5.039)                     | 169.3 (6.665)                     | 180.9 (7.122)                     | 154.7 (6.091)                     | 188.8 (7.433)                     | 171.9 (6.768)                     | 69.5 (2.736)                      | 47.7 (1.878)                      | 1,436.3 (56.547)                  |
| 平均月間日照時間                  | 220.0                             | 185.4                             | 196.7                             | 192.4                             | 203.4                             | 138.3                             | 135.6                             | 169.0                             | 140.1                             | 144.0                             | 159.8                             | 187.2                             | 2,086.8                           |
| 出典：気象庁                      |                                   |                                   |                                   |                                   |                                   |                                   |                                   |                                   |                                   |                                   |                                   |                                   |                                   |

## 歴史

### 鎌倉時代から江戸時代まで
- 1213年 - 1218年（建保年間） 那須十郎が越前国より紙漉き職人を招き、程村紙（ほどむらし=厚手の和紙、程村は現那須烏山市下境地区にあった地名に由来、和紙伝来の起源は諸説ある）を創製。程村紙（烏山和紙ともいう）は国選択の無形文化財であり、今日でも地元学校の卒業証書等には透かし入りの程村紙が使用されている。
- 1418年（応永25年） 沢村五郎資重が稲積城から烏山城址（寿亀山:現在の那須烏山市城山）に烏山城を築いたのがこの町の始まりである。
- 1560年（永禄3年） 領内に疫病が流行、時の烏山城主・那須資胤（すけたね）が八雲神社に病魔退散を祈願。祭礼に際し、奉納余興を行う。今に伝わる山あげ祭が始まる。
- 1590年（天正19年） 成田氏長が、武蔵国忍（現在の埼玉県行田市）から2万石で入封し烏山藩が立藩、以後領主は次々と替わることになる。
- 1600年（慶長5年）大田原氏の一族大田原増清により交代寄合として、現那須烏山市森田地区に森田陣屋が築かれた。
- 1725年（享保10年）10月 大久保常春が烏山藩に2万石（1728年（享保13年）に1万石加増し3万石となる）で入封し、その後1869年（明治2年）の版籍奉還まで8代続く[5]。本領のほか相模国にも飛地領を配し、相模国厚木村（現在の神奈川県厚木市の一部）は烏山藩（大久保氏）の支配となり、同所にも役所が置かれた（厚木陣屋）。
- 1836年（天保7年） 烏山藩の借財は34,000両余に達し（『相模原市史』）、窮状に陥る。翌1837年（天保8年）、二宮尊徳を招聘、天性寺境内にはお救い小屋が設置され、延べ1万余人が救済されるものの藩の復興はままならなかったという。

### 現代以降
- 1871年8月29日（明治4年7月14日） 廃藩置県で烏山藩は廃藩となり、一時烏山県となったが、同年12月25日（11月14日）に宇都宮県に編入。
- 1986年（昭和61年）8月 那珂川洪水により、市内の宮原地区、向田地区など大被害。
- 2005年（平成17年）10月1日 - 那須郡烏山町・南那須町の新設合併により、那須烏山市発足。
  - 南那須地区（烏山町、旧南那須町、小川町、馬頭町）では、古来から経済的・地域的なつながりが深いことから、平成の大合併にあわせて地区合併協議会を設置した。一度は合併で合意し、公募により「那須南市」の新市名も決定された。しかしながら、市役所庁舎の建設計画などで対立が顕在化し、2004年（平成16年）10月30日に4町合併協議会は解散、広域合併構想は頓挫した。その後、那須烏山市発足と同じ年に小川町と馬頭町が合併し、那珂川町が発足している。
- 2006年（平成18年）9月 旧境中にて、映画「檸檬のころ（岩田ユキ監督、豊島ミホ原作）」のロケ撮影。地元中学生もエキストラとして出演（2007年（平成19年）公開）。
- 2012年（平成24年）8月1日 - さくら市と境界変更。

## 行政

### 歴代首長
那須烏山市長
| 代 | 氏名     | 就任                      | 退任                      | 備考               |
| -- | -------- | ------------------------- | ------------------------- | ------------------ |
| 1  | 大谷範雄 | 2005年（平成17年）11月6日 | 2017年（平成29年）11月5日 | 合併前の南那須町長 |
| 2  | 川俣純子 | 2017年（平成29年）11月6日 |                           |                    |

2005年10月1日の那須烏山市発足から市長選挙までの間、旧烏山町長の福田弘平が市長職務執行者を務めた。

### 衆議院
- 任期 ： 2017年（平成29年）10月22日 - 2021年（令和3年）10月21日（「第48回衆議院議員総選挙」参照）

| 選挙区                                                                    | 議員名 | 党派名     | 当選回数 | 備考   |
| ------------------------------------------------------------------------- | ------ | ---------- | -------- | ------ |
| 栃木県第3区（那須烏山市、矢板市、大田原市、那須塩原市、那須町、那珂川町） | 簗和生 | 自由民主党 | 3        | 選挙区 |

## 公的機関

### 市役所

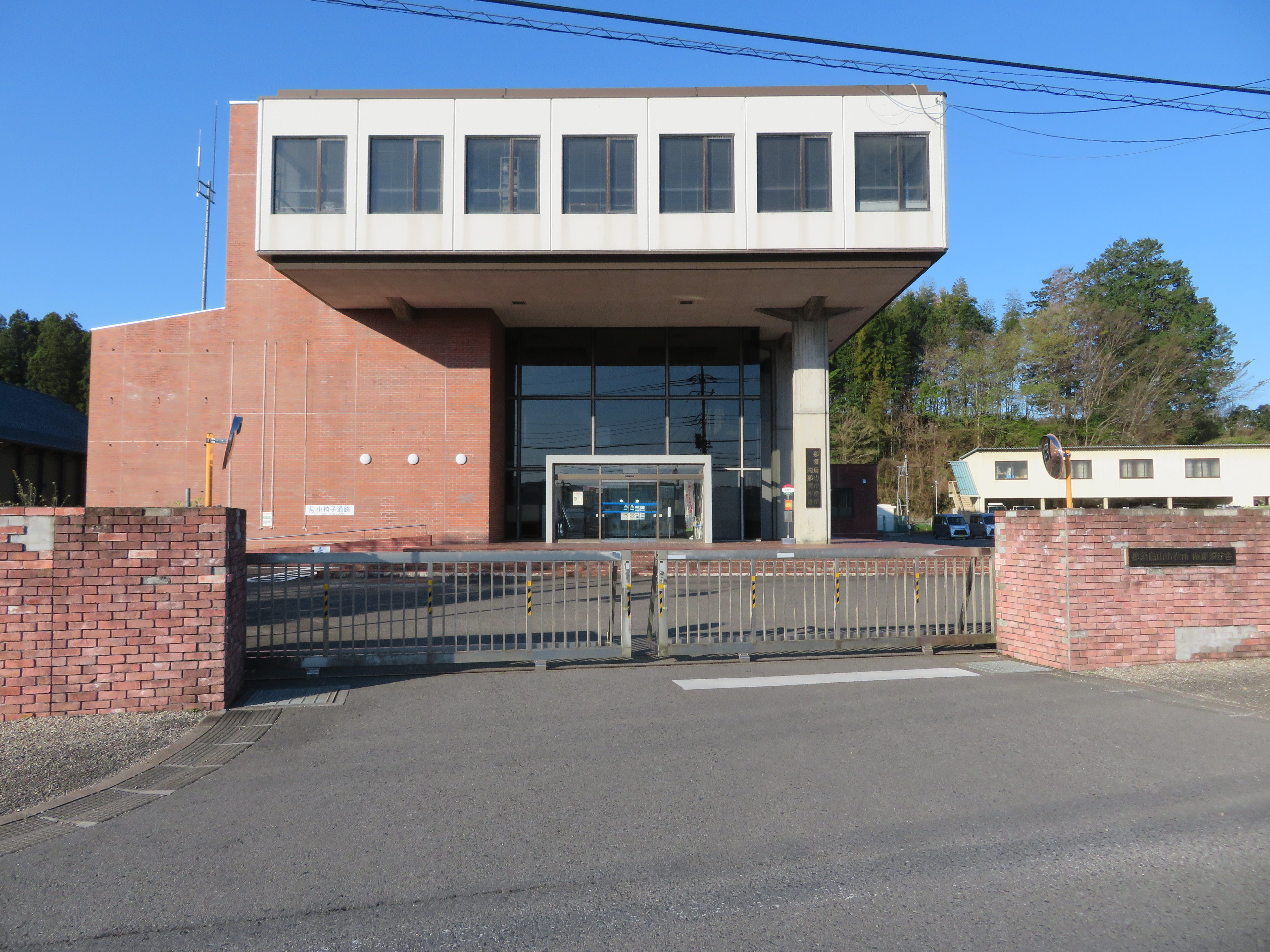
南那須庁舎

- 烏山庁舎（旧烏山町役場）
- 南那須庁舎（旧南那須町役場）

### 県の機関
- 栃木県南那須庁舎

### 警察
栃木県警察
- 那須烏山警察署

### 消防
- 南那須地区広域行政事務組合消防本部
- 那須烏山消防署

### 医療
- 那須南病院

### 図書館
- 那須烏山市立図書館
  - 烏山図書館
  - 南那須図書館

## 人口
| |                                            |  |
| 那須烏山市と全国の年齢別人口分布（2005年） | 那須烏山市の年齢・男女別人口分布（2005年） |  |
| ■紫色 ― 那須烏山市 ■緑色 ― 日本全国 | ■青色 ― 男性 ■赤色 ― 女性                  |  |
| 那須烏山市（に相当する地域）の人口の推移 \| 1970年（昭和45年） \| 33,539人 \| \| \| 1975年（昭和50年） \| 33,281人 \| \| \| 1980年（昭和55年） \| 33,562人 \| \| \| 1985年（昭和60年） \| 33,854人 \| \| \| 1990年（平成2年） \| 33,699人 \| \| \| 1995年（平成7年） \| 33,535人 \| \| \| 2000年（平成12年） \| 32,790人 \| \| \| 2005年（平成17年） \| 31,152人 \| \| \| 2010年（平成22年） \| 29,206人 \| \| \| 2015年（平成27年） \| 27,047人 \| \| \| 2020年（令和2年） \| 24,875人 \| \| |                                            |  |
| 総務省統計局 国勢調査より |                                            |  |
| 1970年（昭和45年） | 33,539人                                   |  |
| 1975年（昭和50年） | 33,281人                                   |  |
| 1980年（昭和55年） | 33,562人                                   |  |
| 1985年（昭和60年） | 33,854人                                   |  |
| 1990年（平成2年） | 33,699人                                   |  |
| 1995年（平成7年） | 33,535人                                   |  |
| 2000年（平成12年） | 32,790人                                   |  |
| 2005年（平成17年） | 31,152人                                   |  |
| 2010年（平成22年） | 29,206人                                   |  |
| 2015年（平成27年） | 27,047人                                   |  |
| 2020年（令和2年） | 24,875人                                   |  |

関東地方では千葉県勝浦市についで人口が少ない市である。

## 経済
歴史的にみて、栃木県東部の経済的な拠点であった。近年は交通網の整備が進み宇都宮市やさくら市などに進出している郊外型店舗、市内の事業活動低迷により斜陽の傾向にある。那珂川中流域の要衝としての観光資源に重きをなしている。

### 農業
第1次産業が盛んである。「中山かぼちゃ」の生産が特色。

### 商工業
商業施設
- ベイシア烏山店
- たいらや烏山店
- かましん大金店

## 地域

### 町名一覧

#### 烏山地域
烏山地区
- 旭（あさひ）1-2丁目
- 愛宕台（あたごだい）
- 表（おもて）
- 金井（かない）1-2丁目
- 城東（じょうとう）
- 城山（しろやま）
- 中央（ちゅうおう）1-3丁目
- 初音（はつね）
- 南（みなみ）1-2丁目

向田地区
- 落合（おちあい）
- 神長（かなが）
- 滝（たき）
- 野上（のがみ）
- 向田（むかだ）

境地区
- 大木須（おおぎす）
- 大沢（おおさわ）
- 上境（かみざかい）
- 小木須（こぎす）
- 小原沢（こはらざわ）
- 下境（しもざかい）
- 宮原（みやはら）
- 横枕（よこまくら）

七合地区
- 大桶（おおけ）
- 興野（きょうの）
- 白久（しらく）
- 滝田（たきた）
- 中山（なかやま）
- 谷浅見（やあざみ）

#### 南那須地域
荒川地区
- 岩子（いわこ）
- 宇井（うい）
- 大金（おおがね）
- 大里（おおさと）
- 小倉（おぐら）
- 鍛冶ケ澤（かじがさわ）
- 鴻野山（こうのやま）
- 小河原（こがわら）
- 小白井（こじろい）
- 小塙（こばな）
- 曲畑（そりはた）
- 高瀬（たかせ）
- 田野倉（たのくら）
- 東原（とうばら）
- 福岡（ふくおか）
- 曲田（まがつた）
- 森田（もりた）
- 八ケ代（やかしろ）

下江川地区
- 上川井（かみかわい）
- 熊田（くまだ）
- 三箇（さんが）
- 志鳥（しとり）
- 下川井（しもかわい）
- 月次（つきなみ）
- 藤田（ふじた）
- 南大和久（みなみおおわぐ）

## 教育

### 幼稚園・保育園
- 那須烏山市立つくし幼稚園
- 烏山みどり幼稚園
- 聖マリア幼稚園
- 烏山保育園
- 宮原保育園
- 七合保育園
- 境保育園
- すくすく保育園
- 小木須保育園
- にこにこ保育園
- 学童保育げんきっ子クラブ荒川
- 学童保育げんきっ子クラブ江川

### 小学校
- 那須烏山市立荒川小学校
- 那須烏山市立江川小学校
- 那須烏山市立烏山小学校
- 那須烏山市立境小学校
- 那須烏山市立七合小学校

### 特別支援学校
- 栃木県立南那須特別支援学校

### 中学校
- 那須烏山市立烏山中学校
- 那須烏山市立南那須中学校

### 高等学校
- 栃木県立烏山高等学校

## 郵便
郵便番号は「321-06xx」（烏山地区）、「321-05xx」（南那須地区）が該当する。集配局は市内全域が烏山郵便局の管轄となる。

### 郵便局
- 烏山郵便局（07007）
- 南那須郵便局（07120）
- 下江川郵便局（07144）
- 七合郵便局（07152）
- 小木須郵便局（07174）
- 向田郵便局（07221）
- 烏山仲町郵便局（07271）

- 志鳥簡易郵便局（07704）
- 宮原簡易郵便局（07711）
- 藤田簡易郵便局（07719）
- 下境簡易郵便局（07722）
- 興野簡易郵便局（07727）
- 神長簡易郵便局（07730）
- 南那須八ケ代簡易郵便局（07736）
- 南那須三箇簡易郵便局（07740）

## 電話番号
市内地域が烏山MAの管轄となり、市外局番は「0287」。収容局は以下の2ビルが該当し、市内局番は以下の通り。
- 栃木烏山局：80、82、83、84
- 南那須局：88

## 文化
オートバイのメグロブランドの聖地として知られている。

## 交通

### 鉄道
東日本旅客鉄道（JR東日本）
- 烏山線
  - 鴻野山駅 - 大金駅 - 小塙駅 - 滝駅 - 烏山駅

### 路線バス
- 那須烏山市営バス：JR烏山駅を運行拠点とし、市内各地域を連絡。一部路線は市貝町との共同運行。各路線の詳細については左記記事を参照。
- 那珂川町コミュニティバス
  - 馬頭烏山線：旧JRバス関東常野線を継承。烏山市街と那珂川町馬頭方面を連絡する。2024年10月からは関東自動車へ運行委託。

この他、東野交通（現・関東自動車）の宇都宮東武・烏山線、さくら市営バスが市内域に乗り入れていたが現在は運行されていない。

### 道路

#### 一般国道
- 国道293号
- 国道294号

#### 主要地方道
- 栃木県道10号宇都宮那須烏山線
- 栃木県道・茨城県道12号那須烏山御前山線
- 栃木県道25号那須烏山矢板線
- 栃木県道27号那須黒羽茂木線
- 茨城県道・栃木県道29号常陸太田那須烏山線
- 栃木県道61号真岡那須烏山線
- 栃木県道64号宇都宮向田線

#### 一般県道
- 栃木県道102号烏山停車場線
- 栃木県道171号山内上境線
- 栃木県道176号杉山石末線
- 栃木県道222号熊田喜連川線
- 栃木県道233号小川田野倉線
- 栃木県道274号牧野大沢線

## 名所・旧跡・観光スポット・祭事・催事

### 名所・旧跡・観光地
- 烏山和紙会館
- 山あげ会館
- 目黒製作所の大看板 - 山あげ会館前。カワサキモータースが那須烏山市に寄贈。高さ2.8m×幅4.5m。[8]
- どうくつ酒造（島崎酒造）
- 大金温泉
- やまびこの湯からすやま（廃業）
- こぶしが丘温泉（廃業）
- 寿乃湯
- 烏山城
- 龍門の滝
- 龍門ふるさと民芸館（龍門の滝に隣接。賽銭箱の前で手を合わせるとハイテク龍が目を覚ます）
- 太平寺（龍門の滝の入口にある。開基嘉祥元年（848年）慈覚大師。川口松太郎の小説で有名になった蛇姫の墓がある）
- 天性寺（織田信長の位牌、那須家六代の墓がある）
- 泉渓寺（勅額の門がある）
- こぶしが丘牧場
- やな（那珂川・矢沢のやな、ひのきやのやな、荒川・一ツ石観光やな　森田城やななど）

### 祭事・催事
- 山あげ祭（毎年7月 第三 金土日）
- 大金いかんべ祭（毎年8月）

## 著名な出身者
- 早野巴人（俳人）
- 江口渙（作家）
- 五味国太郎（俳優）
- 石川賢（漫画家）
- 池田聡（シンガーソングライター）
- 柴野真理子（J-POPバンド「LOOP CHILD」メンバー）
- 鈴木藤賢（江戸時代の幕臣）
- 澤村博（日本大学名誉教授）
- 瀧田項一（陶芸家）
- 真瀬宏子（政治家、栃木県初の女性首長）
- 福島きのえ（ゴルフ選手）